# Комарна
Комарна (рум. Comarna) — село у повіті Ясси в Румунії. Адміністративний центр комуни Комарна.
Село розташоване на відстані 319 км на північний схід від Бухареста, 18 км на південний схід від Ясс.

## Населення
За даними перепису населення 2002 року у селі проживали 2348 осіб.
Національний склад населення села:
| Національність | Кількість осіб | Відсоток |
| -------------- | -------------- | -------- |
| румуни         | 2293           | 97,7 %   |
| цигани         | 55             | 2,3 %    |

Рідною мовою назвали:
| Мова      | Кількість осіб | Відсоток |
| --------- | -------------- | -------- |
| румунська | 2318           | 98,7 %   |
| циганська | 30             | 1,3 %    |